# Umberto Tinivella
Umberto Tinivella (Lucca, 7 ottobre 1891 – Campagna italiana di Grecia, 8 gennaio 1941) è stato un militare italiano, insignito della medaglia d'oro al valor militare alla memoria nel corso della seconda guerra mondiale.

## Biografia
Nacque a Lucca, in via Santa Chiara, il 7 ottobre 1891, figlio di Ernesto, ingegnere del Genio Civile, e di Maddalena Somma. L'anno successivo, per ragioni lavorative, tutta la famiglia si trasferì a Ferrara. 
Nel 1895 la famiglia si spostò provvisoriamente a Poggio Renatico dove il padre dirigeva i lavori di costruzione del ponte sulla strada provinciale Bologna-Ferrara. L'anno successivo ritornò a Ferrara dove rimase fino al 1906, risiedendo prima in Via Mortara,  poi in Via Pioppa, quindi in Via Gregorio e infine in Via Voltapaletto. Nel 1906 la famiglia si trasferì definitivamente a Sondrio, dove frequentò il locale Istituto tecnico conseguendo il diploma di perito agrario.
Arruolatosi nel Regio Esercito iniziò la carriera militare nel 1912 frequentando il corso allievi ufficiali di complemento presso il 5º Reggimento alpini a Intra. Nel 1913 presta servizio di prima nomina come sottotenente nel 4º Reggimento alpini. Allo scoppio della grande guerra nel 1915 viene richiamato in servizio attivo assegnato prima al Battaglione alpini "Val Tanaro" poi al battaglione alpini "Val Stura" distinguendosi in combattimento sul Rombon, sul Monte Rosso, a Kukla, e sull'Ortigara, con il grado di tenente e poi di capitano. Al termine della guerra, entrato in servizio permanente effettivo, passa all'8º Reggimento alpini ed in Friuli fu comandante di compagnia nei Battaglioni "Tolmezzo", "Gemona",  e "Cividale" ma anche valente alpinista. Tra le due guerre compie moltissime ascensioni: Monte Bianco, Monte Rosa, Monte Cervino, e sul Bernina. Fonda la Sezione del Club Alpino Italiano di Gemona e la Sottosezione di Osoppo, e scrive monografie sulle Alpi Giulie. Attrezza numerose vie alpinistiche e costruisce un confortevole rifugio alpino alle sorgenti dell'Isonzo in Santa Maria di Val Trenta, al quale dà il nome di Italo Balbo, suo grande amico.
Promosso maggiore nel dicembre del 1935, gli viene affidato il comando della 30ª colonna salmerie, formata dagli alpini dell'8º Reggimento ed inquadrata nella 5ª Divisione alpina "Pusteria" che partecipa alla Campagna in Africa Orientale per la conquista dell'Etiopia. Rientrato in Patria nel 1937 riprende servizio nell'8º Reggimento alpini. Nel 1938 gli viene affidato il comando di un battaglione della Guardia alla Frontiera di stanza a Plezzo. Con la promozione al grado di tenente colonnello e dopo insistenti richieste, nell'estate del 1939 rientra nelle truppe alpine assumendo il comando del Battaglione alpini "Val Tagliamento" che è in fase di ricostituzione.
Ai primi di novembre del 1940 il battaglione parte per l'Albania dove partecipa alle operazioni di guerra sul fronte greco a Mesarea, Frasheri, Zembran ed in quest’ultima località si distingue nei combattimenti del 10-12 dicembre meritando la medaglia d'argento al valore militare. Spostato a difesa di quota 1216 sul Mali Topojanit, dal 30 dicembre all'8 gennaio 1941, tutto il battaglione è sottoposto a incessanti e preponderanti attacchi nemici. Nel pomeriggio dell'8 gennaio mentre alla testa dei suoi alpini guida un contrattacco viene mortalmente ferito. Nonostante la perdita del loro comandante, i superstiti non desistono dall’ordine ricevuto e continuando in accanita lotta riprendono la quota che gli sarà dedicata e dove è provvisoriamente tumulato. Alla sua memoria venne concessa la medaglia d'oro al valore militare.

## Pubblicazioni
- Alpi e alpinismo. Ascensioni: M. Bianco, Orobie, Bernina, Carniche. Consigli pratici per il giovane alpinista. Infortuni in montagna e primi rimedi, Milano, Provvidenza, 1942.

### Annotazioni
1. ↑  Secondo la testimonianza del fratello maggiore, nel periodo di residenza in Via Mortara, la famiglia abitava di fronte alla famiglia Balbo e compagno di giochi del giovane Umberto fu piccolo Italo.

### Fonti
1. ↑  Gruppo Medaglie d'Oro al Valore Militare 1965, p. 533.
2. ↑  Combattenti Liberazione.
3. 1 2 3 4 5  Noi Alpini.
4. 1 2 3 4  ANA Sezione di Pisa.
5. ↑  Medaglie d'oro al valor militare sul sito della Presidenza della Repubblica
6. ↑  Registrato alla Corte dei Conti il 26 agosto 1942, guerra registro 34, foglio 110.